# Argelouse
Argelouse (Argelosa en occitan) est une commune du Sud-Ouest de la France, située dans le département des Landes (région Nouvelle-Aquitaine).

## Géographie

### Localisation
Commune située dans la forêt des Landes sur  la Petite Leyre et faisant partie du parc naturel régional des Landes de Gascogne. Elle est limitrophe du département de la Gironde.

### Communes limitrophes
Les communes limitrophes sont  Belhade, Mano, Saint-Symphorien et Sore.
| Mano (par un quadripoint) | Saint-Symphorien (Gironde) |      |
| Belhade                   | Argelouse                  |      |
|                           |                            | Sore |

### Climat
Pour des articles plus généraux, voir Climat de la Nouvelle-Aquitaine et Climat des Landes.
Historiquement, la commune est exposée à un climat océanique aquitain.  
En 2020, Météo-France publie une typologie des climats de la France métropolitaine dans laquelle la commune est exposée à un climat océanique et est dans la région climatique Aquitaine, Gascogne, caractérisée par une pluviométrie abondante au printemps, modérée en automne, un faible ensoleillement au printemps, un été chaud (19,5 °C), des vents faibles, des brouillards fréquents en automne et en hiver et des orages fréquents en été (15 à 20 jours).
Pour la période 1971-2000, la température annuelle moyenne est de 12,6 °C, avec une amplitude thermique annuelle de 14,1 °C. Le cumul annuel moyen de précipitations est de 1 047 mm, avec 12,4 jours de précipitations en janvier et 7,6 jours en juillet. Pour la période 1991-2020, la température moyenne annuelle observée sur la station météorologique la plus proche, située sur la commune de Pissos à 12 km à vol d'oiseau, est de 13,7 °C et le cumul annuel moyen de précipitations est de 1 031,6 mm,. Pour l'avenir, les paramètres climatiques de la commune estimés pour 2050 selon différents scénarios d’émission de gaz à effet de serre sont consultables sur un site dédié publié par Météo-France en novembre 2022.

## Urbanisme

### Typologie
Au 1er janvier 2024, Argelouse est catégorisée commune rurale à habitat très dispersé, selon la nouvelle grille communale de densité à sept niveaux définie par l'Insee en 2022.
Elle est située hors unité urbaine. Par ailleurs la commune fait partie de l'aire d'attraction de Bordeaux, dont elle est une commune de la couronne,. Cette aire, qui regroupe 275 communes, est catégorisée dans les aires de 700 000 habitants ou plus (hors Paris),.

### Occupation des sols

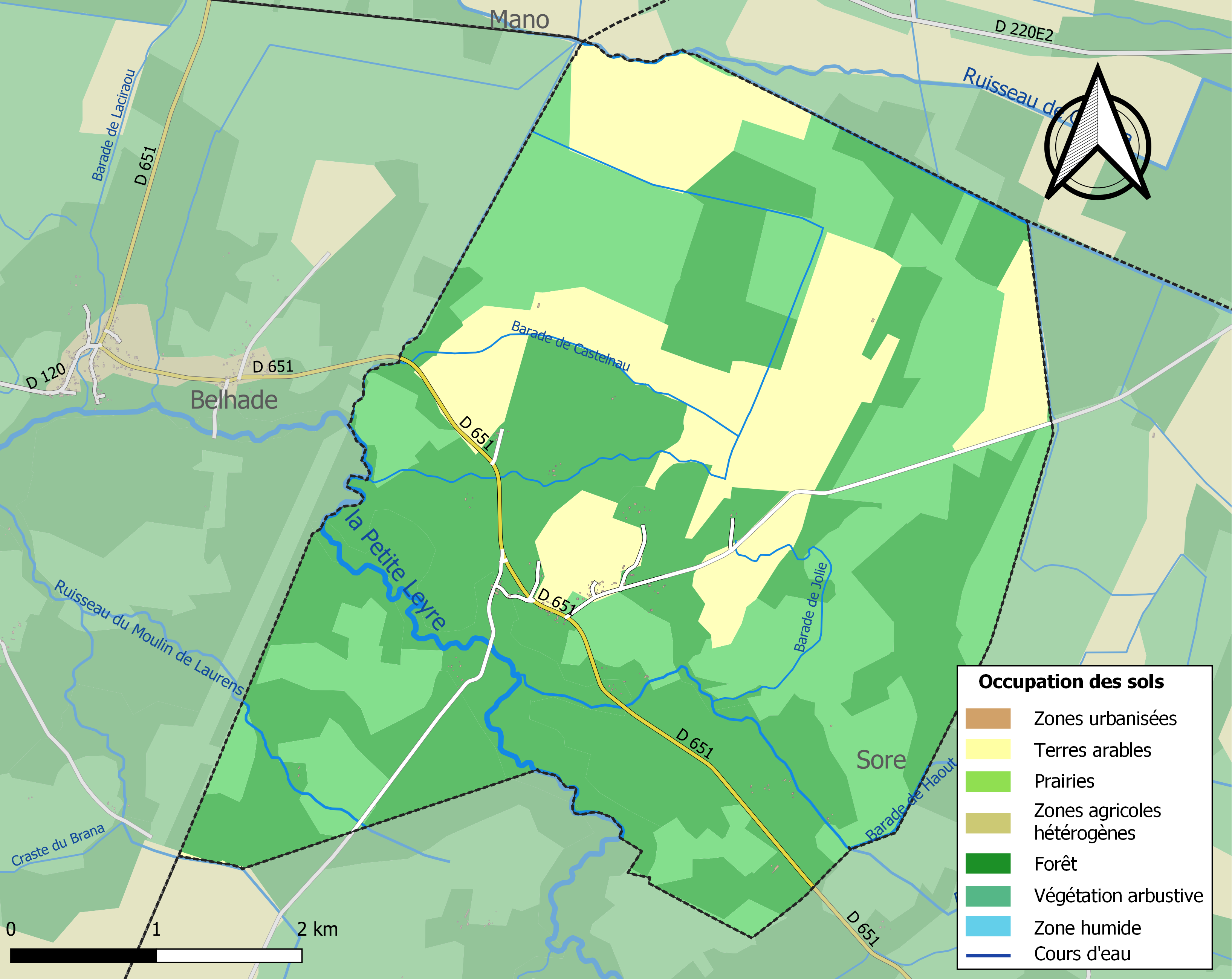
Carte des infrastructures et de l'occupation des sols de la commune en 2018 (CLC).

L'occupation des sols de la commune, telle qu'elle ressort de la base de données européenne d’occupation biophysique des sols Corine Land Cover (CLC), est marquée par l'importance des forêts et milieux semi-naturels (79,8 % en 2018), en diminution par rapport à 1990 (85,8 %). La répartition détaillée en 2018 est la suivante : forêts (48,6 %), milieux à végétation arbustive et/ou herbacée (31,1 %), terres arables (20,2 %). L'évolution de l’occupation des sols de la commune et de ses infrastructures peut être observée sur les différentes représentations cartographiques du territoire : la carte de Cassini (XVIIIe siècle), la carte d'état-major (1820-1866) et les cartes ou photos aériennes de l'IGN pour la période actuelle (1950 à aujourd'hui).

### Risques majeurs
Le territoire de la commune d'Argelouse est vulnérable à différents aléas naturels : météorologiques (tempête, orage, neige, grand froid, canicule ou sécheresse), inondations, feux de forêts, mouvements de terrains et séisme (sismicité très faible). Un site publié par le BRGM permet d'évaluer simplement et rapidement les risques d'un bien localisé soit par son adresse soit par le numéro de sa parcelle.
Certaines parties du territoire communal sont susceptibles d’être affectées par le risque d’inondation par débordement de cours d'eau, notamment la Petite Leyre, le ruisseau de Castera et . La commune a été reconnue en état de catastrophe naturelle au titre des dommages causés par les inondations et coulées de boue survenues en 1983, 1999, 2009 et 2020,.
Argelouse est exposée au risque de feu de forêt. Depuis le 20 avril 2016, les départements de la Gironde, des Landes et de Lot-et-Garonne disposent d’un règlement interdépartemental de protection de la forêt contre les incendies. Ce règlement vise à mieux prévenir les incendies de forêt, à faciliter les interventions des services et à limiter les conséquences, que ce soit par le débroussaillement, la limitation de l’apport du feu ou la réglementation des activités en forêt. Il définit en particulier cinq niveaux de vigilance croissants auxquels sont associés différentes mesures,.
Les mouvements de terrains susceptibles de se produire sur la commune sont des tassements différentiels.

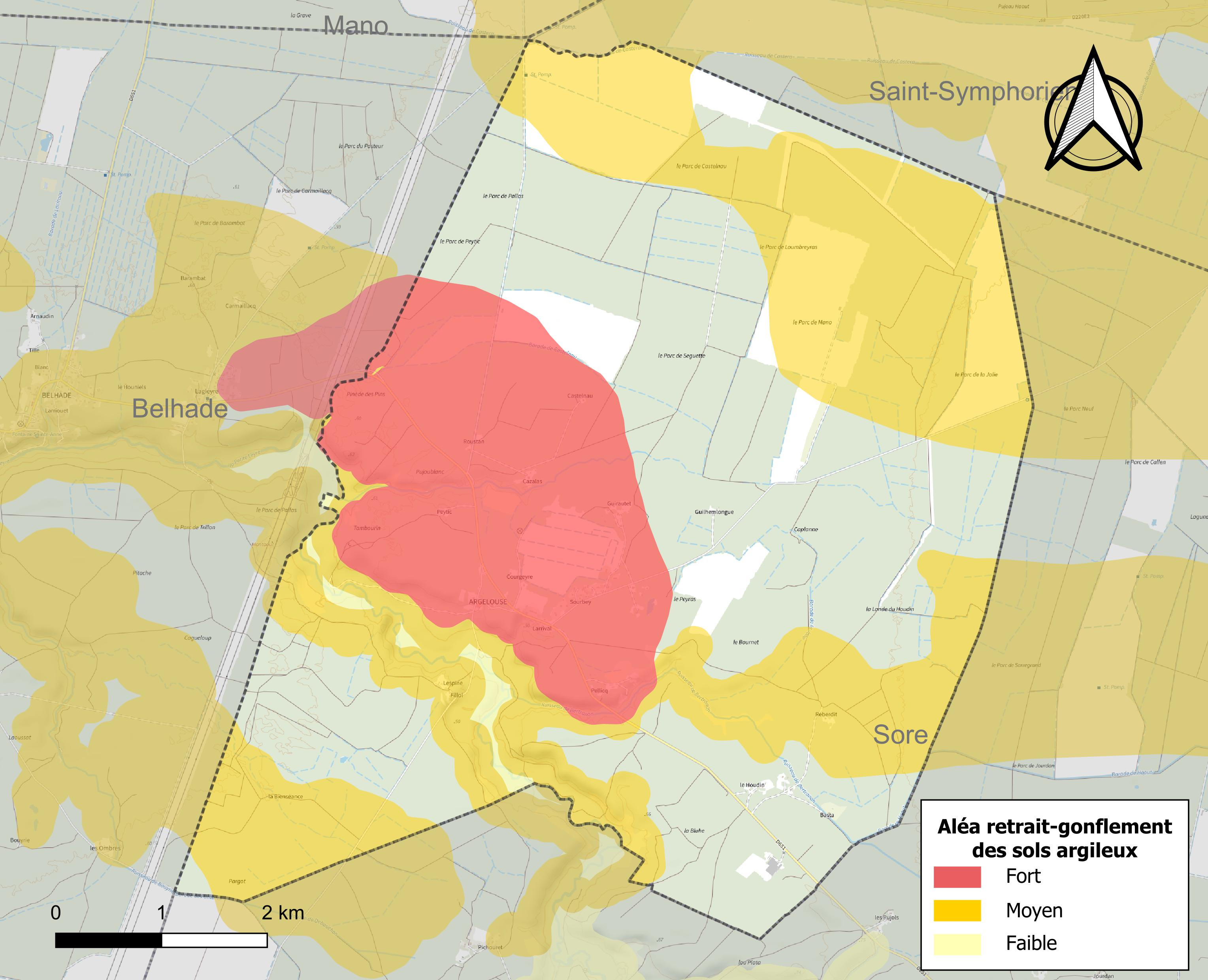
Carte des zones d'aléa retrait-gonflement des sols argileux d'Argelouse.

Le retrait-gonflement des sols argileux est susceptible d'engendrer des dommages importants aux bâtiments en cas d’alternance de périodes de sécheresse et de pluie. 56,7 % de la superficie communale est en aléa moyen ou fort (19,2 % au niveau départemental et 48,5 % au niveau national). Sur les 65 bâtiments dénombrés sur la commune en 2019, 57 sont en aléa moyen ou fort, soit 88 %, à comparer aux 17 % au niveau départemental et 54 % au niveau national. Une cartographie de l'exposition du territoire national au retrait gonflement des sols argileux est disponible sur le site du BRGM,.
Concernant les mouvements de terrains, la commune a été reconnue en état de catastrophe naturelle au titre des dommages causés par des mouvements de terrain en 1983 et 1999.

## Histoire
Au XIVe siècle, Argelouse était une possession des seigneurs d'Albret.

## Politique et administration
| Période                                  | Période      | Identité          | Étiquette | Qualité                     |
| ---------------------------------------- | ------------ | ----------------- | --------- | --------------------------- |
| 1968                                     | 1995         | Gérard Bergès     |           |                             |
| juin 1995                                | mars 2014    | Henri d'Avezac    |           | Cadre exploitation agricole |
| mars 2014                                | janvier 2020 | Anne-Lise Lalanne | DVG       | Inspectrice des impôts      |
| 2020                                     | En cours     | Joël Lalanne      |           |                             |
| Les données manquantes sont à compléter. |              |                   |           |                             |

## Démographie
L'évolution du nombre d'habitants est connue à travers les recensements de la population effectués dans la commune depuis 1793. Pour les communes de moins de 10 000 habitants, une enquête de recensement portant sur toute la population est réalisée tous les cinq ans, les populations de référence des années intermédiaires étant quant à elles estimées par interpolation ou extrapolation. Pour la commune, le premier recensement exhaustif entrant dans le cadre du nouveau dispositif a été réalisé en 2008.

En 2022, la commune comptait 96 habitants, en évolution de +7,87 % par rapport à 2016 (Landes : +5,78 %, France hors Mayotte : +2,11 %).
| 1793 | 1800 | 1806 | 1821 | 1831 | 1836 | 1841 | 1846 | 1851 |
| ---- | ---- | ---- | ---- | ---- | ---- | ---- | ---- | ---- |
| 305  | 342  | 329  | 362  | 395  | 374  | 396  | 365  | 354  |

| 1856 | 1861 | 1866 | 1872 | 1876 | 1881 | 1886 | 1891 | 1896 |
| ---- | ---- | ---- | ---- | ---- | ---- | ---- | ---- | ---- |
| 331  | 350  | 361  | 351  | 318  | 323  | 297  | 263  | 231  |

| 1901 | 1906 | 1911 | 1921 | 1926 | 1931 | 1936 | 1946 | 1954 |
| ---- | ---- | ---- | ---- | ---- | ---- | ---- | ---- | ---- |
| 216  | 217  | 216  | 177  | 162  | 123  | 89   | 86   | 49   |

| 1962 | 1968 | 1975 | 1982 | 1990 | 1999 | 2006 | 2008 | 2013 |
| ---- | ---- | ---- | ---- | ---- | ---- | ---- | ---- | ---- |
| 53   | 37   | 37   | 55   | 54   | 55   | 81   | 88   | 91   |

| 2018 | 2022 | - | - | - | - | - | - | - |
| ---- | ---- | - | - | - | - | - | - | - |
| 97   | 96   | - | - | - | - | - | - | - |

## Lieux et monuments
- Église Saint-André d'Argelouse de style gothique au porche typique et au clocher-mur.

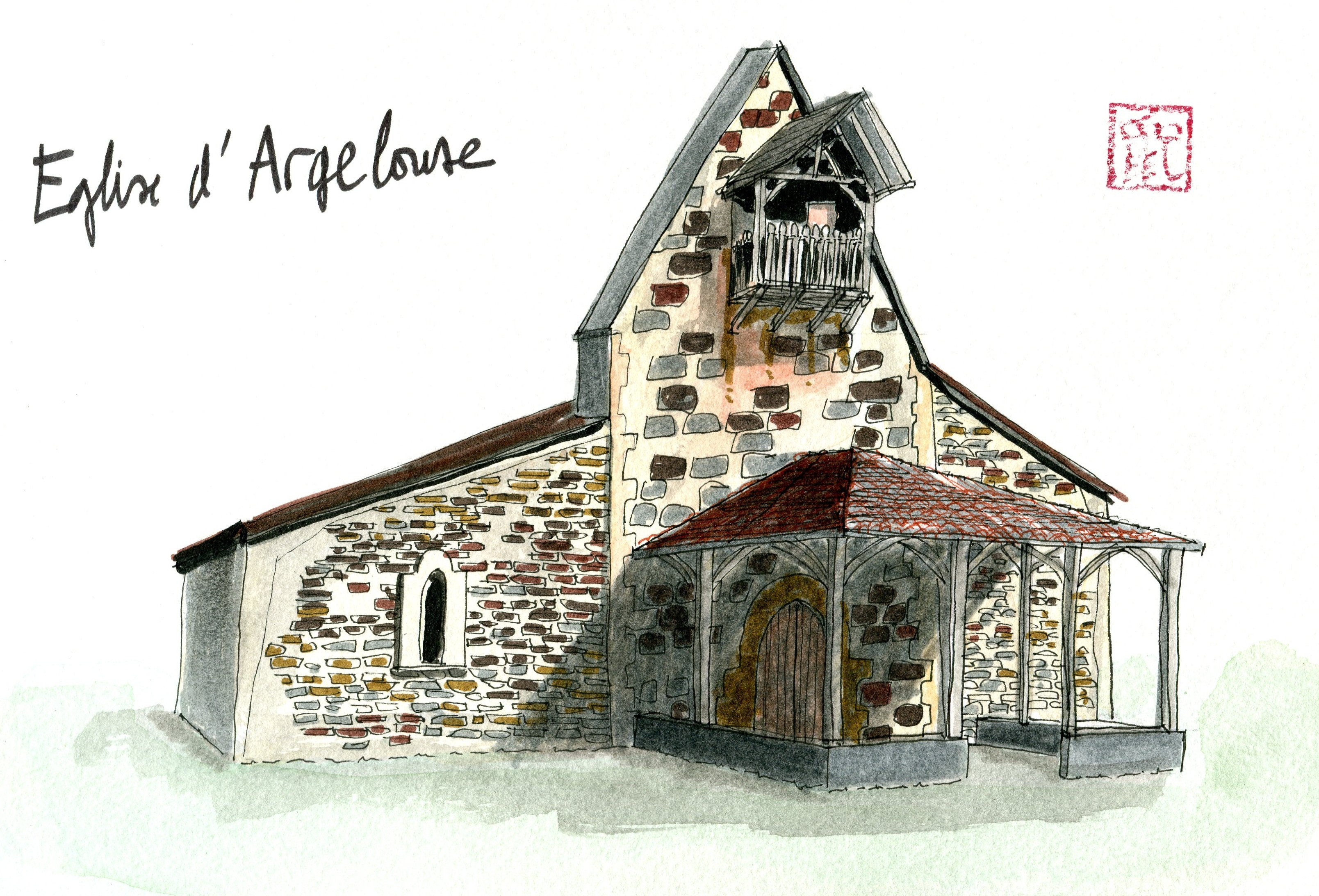
Aquarelle de l'église Saint-André.
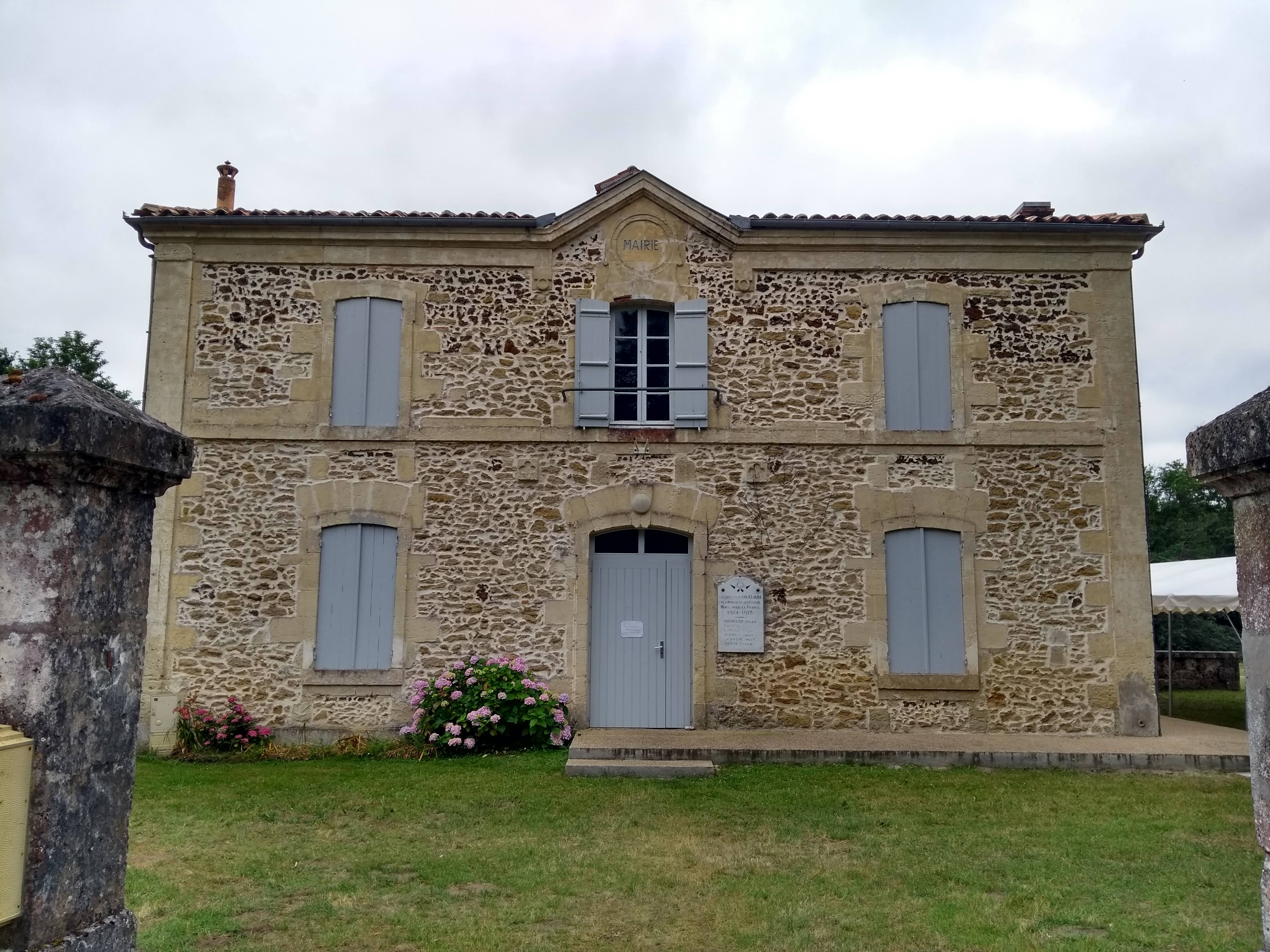
Mairie d'Argelouse.

## Personnalités liées à la commune
- Thérèse Desqueyroux, personnage éponyme du roman de François Mauriac paru en 1927, fait d'Argelouse son lieu de prédilection.